# Hypatia (roman)
Hypatia, ou de Nouveaux Ennemis avec un vieux visage est un roman de 1853 écrit par l'écrivain anglais Charles Kingsley. C'est un conte de fiction se déroulant sur la durée de vie de la philosophe Hypatie, et racontant l'histoire d'un jeune moine nommé Philammon. Ce dernier se rend à Alexandrie, où il se confronte aux batailles quotidiennes de la vie politique et religieuse locale. Bien que conçu comme une apologie chrétienne, le roman a une tonalité délibérément anti-catholique. Pendant de nombreuses années, le livre a été considéré comme l'un des meilleurs romans de Kingsley et a été largement lu.

## Histoire
Le sujet du roman tourne autour des personnages d'Hypatie la philosophe, de Cyrille d'Alexandrie le patriarche chrétien, du préfet d'Égype Oreste et de Philammon le moine égyptien. Philammon voyage depuis sa communauté monastique dans le désert d'Alexandrie, et exprime le désir d'assister à une conférence d'Hypatie, malgré les inimitiés de Cyrille à l'encontre de la philosophe. Philammon rencontre Pelagia, sa sœur qu'il n'avait pas vu depuis longtemps, qui est devenue chanteuse, danseuse, et qui s'est mariée à un guerrier Goth. Philammon désire alors convertir toutes les femmes au christianisme. Une série d'évènements, dont certains sont orchestrés par une femme juive nommée Miriam, font monter les tensions entre le préfet et l'église. Hypatie est alors en proie à une crise spirituelle et se retrouve proche de se faire convertir au christianisme par un certain Raphael. Avant que cela ne se produise, cependant, des rumeurs se répandent en ville pour accuser Hypatie des troubles de la cité, et elle est tuée par un moine chrétien.